# Mwanda Peak
Mwanda Peak - szczyt górski w Zambii. Znajduje się niedaleko granicy z Malawi.